# Hells Bells
〈Hells Bells〉는 호주의 하드 록 밴드 AC/DC의 일곱 번째 스튜디오 음반이자 리드 싱어 본 스콧의 사망 이후 컴백 음반인 《Back in Black》의 첫 곡이다. 〈Hells Bells〉는 1980년 10월 31일에 발매된 《Back in Black》의 두 번째 싱글이다. 이 곡은 또한 《Who Made Who》, AC/DC의 1986년 사운드트랙에서 스티븐 킹 영화 《맥시멈 오버드라이브》와 1992년 《AC/DC Live》의 두 버전에 나타난다.

## 참여 인원
- 브라이언 존슨 – 리드 보컬
- 앵거스 영 – 리드 기타
- 맬컴 영 – 리듬 기타, 백 보컬
- 클리프 윌리엄스 – 베이스 기타, 백 보컬
- 필 러드 – 드럼

## 인증
| 국가                                                            | 인증     | 판매량/출하량 |
| --------------------------------------------------------------- | -------- | ------------- |
| 캐나다 (뮤직 캐나다) (Ringtone)                                 | 골드     | 20,000*       |
| 멕시코 (AMPROFON)                                               | 골드     | 30,000        |
| 미국 (RIAA) (Mastertone)                                        | 플래티넘 | 1,000,000     |
| *판매량을 기반으로 한 인증 · 판매량+스트리밍을 기반으로 한 인증 |          |               |